# Biegun geograficzny
Biegun geograficzny – jeden z dwóch punktów na powierzchni obracającego się ciała niebieskiego, przez które przechodzi oś obrotu danego ciała. Punkty te są jednocześnie najbardziej oddalone od równika, zbiegają się w nich wszystkie południki. Szerokość geograficzna równoleżników leżących na biegunach wynosi 90°. Przy czym szerokość geograficzna bieguna północnego wynosi 90° szerokości geograficznej północnej a bieguna południowego 90° szerokości geograficznej południowej.
Na Ziemi biegun geograficzny nie pokrywa się ani z biegunem geomagnetycznym, ani z biegunem zimna, aczkolwiek wszystkie one są położone w tej samej części kuli ziemskiej.